# Колобки
Колобки́ — село в Иволгинском районе Бурятии. Входит в сельское поселение «Иволгинское».

## География
Расположено на левом берегу реки Селенги в начале пади Осиновой в 15 км юго-восточнее райцентра — села Иволгинск. Выше по течению Селенги, в 11 км юго-западнее села, находится остановочный пункт Омулёвка на железнодорожной линии ВСЖД Улан-Удэ — Наушки.

## Название
По одной из легенд, село образовал купец Колобков в 1685 году, хотя он в архивах и не упоминается, по другой версии — жители выпекали «колоба» — большие круглые булки.

## История
В период гражданской войны в начале 1920 года в селе располагался штаб партизанской армии, из которого осуществлялось руководство наступлением на Верхнеудинск. Командовал штабом Евгений Лебедев.
В 1925 году селение перешло из Оронгойского хошуна Верхнеудинского уезда в Верхнеудинскую волость в том же уезде.
В 1931 году создан первый колхоз «Красный партизан», первым председателем которого был Филипп Безродных. Позднее образовался первый совхоз «Забайкалец», председателем был Яков Добросельский.
В 1930—1940 годы здесь построили школу, контору, для молодёжи открыли клуб

## Население
| 2002 | 2010 |
| ---- | ---- |
| 387  | ↘300 |

## Инфраструктура
В селе действуют основная общеобразовательная школа, фельдшерско-акушерский пункт, Дом культуры, детский сад.

## Объекты культурного наследия
- Дом, в котором находился главный штаб партизан Тарбагатайского фронта. Памятник истории.
- Писаница «Гун-Саба I». В ущелье Гун Саба у дороги. Памятник археологии.